# 卡蒂奧拉省
8°8′N 5°6′W / 8.133°N 5.100°W

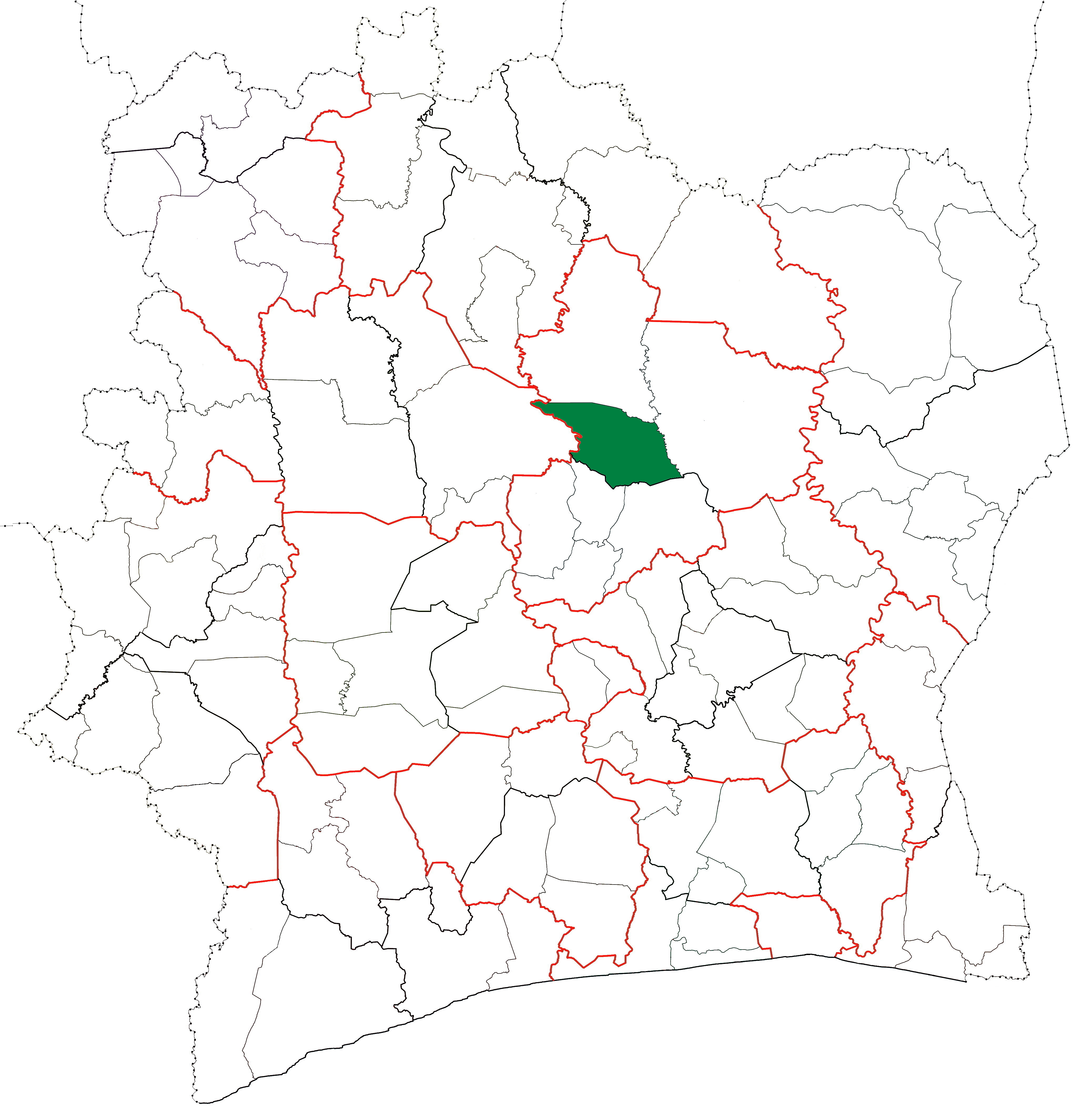

卡蒂奧拉省（Katiola Department），是科特迪瓦的省份，位於該國中北部邦達馬河谷區，由安博爾大區負責管轄，東面是達巴卡拉省，成立於1969年，2014年人口106,905。